# الدوري النرويجي الممتاز 2015
الدوري النرويجي الممتاز 2015 (بالنرويجية: Tippeligaen 2015)‏ هو الموسم 71 من  الدوري النرويجي الممتاز. أقيم خلال الفترة 6 أبريل 2015 وحتى 8 نوفمبر 2015، وكان عدد الأندية المشاركة فيه  16، وفاز فيه نادي روسنبورغ.